# 1951 v športu
1951 v športu. 

## Avto - moto šport
- Formula 1: Juan Manuel Fangio, Argentina, Alfa Romeo, je slavil s tremi zmagami in 31 ovojenimi točkami
- 500 milj Indianapolisa: slavil je Lee Wallard, ZDA, z bolidom Kurtis Kraft/Offenhauser, za moštvo Murrell Belanger[1]

## Kolesarstvo
- Tour de France 1951: Hugo Koblet, Švica
- Giro d'Italia: Fiorenzo Magni, Italija

## Košarka
- NBA: Rochester Royals slavijo s 4 proti 3 v zmagah nad New York Knicks[2]
- EP 1951: 1. Sovjetska zveza, 2. Češkoslovaška, 3. Francija[3]

## Tenis
- Moški: 
  - Odprto prvenstvo Avstralije: Dick Savitt, ZDA[4]
  - Odprto prvenstvo Anglije - Wimbledon: Dick Savitt, ZDA[5]
- Ženske: 
  - Odprto prvenstvo Avstralije: Nancye Wynne Bolton, Avstralija[6]
  - Odprto prvenstvo Anglije - Wimbledon: Doris Hart, ZDA[7]
- Davisov pokal: Avstralija slavi s 3-2 nad ZDA[8]

## Hokej na ledu
- NHL - Stanleyjev pokal: Toronto Maple Leafs slavijo s 4 proti 1 v zmagah nad Montreal Canadiens
- SP 1951: 1. Kanada, 2. Švedska, 3. Švica[9]

## Rojstva
- 1. januar: Hans-Joachim Stuck, nemški dirkač Formule 1
- 4. januar: Barbara Ann Cochran, ameriška alpska smučarka
- 24. januar: Per Lundqvist, švedski hokejist
- 15. februar: Walter Steiner, švicarski smučarski skakalec
- 25. februar: Anders Hedberg, švedski hokejist
- 1. marec: Jurij Lebedjev, ruski hokejist
- 27. april: Giustina Demetz, italijanska alpska smučarka
- 5. maj: Willy Lindström, švedski hokejist
- 23. maj: Anatolij Karpov, ruski šahovski velemojster
- 24. maj: Kent-Erik Andersson, švedski hokejist
- 11. julij: Vjačeslav Anisin, ruski hokejist
- 12. julij: Françoise Macchi, francoska alpska smučarka
- 31. julij: Evonne Goolagong, avstralska tenisačica
- 8. avgust: Louis van Gaal, nizozemski nogometaš in trener
- 27. avgust: Judy Ann Nagel, ameriška alpska smučarka
- 5. september: Paul Breitner, nemški nogometaš
- 6. oktober: Manfred Winkelhock, nemški dirkač Formule 1 († 1985)
- 11. oktober: Miroslav Dvořák, češki hokejist
- 15. oktober: Roscoe Tanner, ameriški tenisač
- 20. oktober: Hans-Georg Aschenbach, nemški smučarski skakalec
- 20. oktober: Claudio Ranieri, italijanski nogometni trener
- 9. november: Aleksander Belov, ruski košarkar
- 27. november: Dražen Dalipagić, bosansko-hercegovski košarkar
- 30. november: Susan Ada »Susie« Corrock, ameriška alpska smučarka
- 7. december: Nicolae Munteanu, romunski rokometaš
- 22. december: Judith MacPherson »Judy« Crawford-Rawley, kanadska alpska smučarka
- 1951: Cathy Nagel, ameriška alpska smučarka